# Juan Fremiot Torres Oliver
Juan Fremiot Torres Oliver (* 28. Oktober 1925 in San Germán; † 26. Januar 2012 in Ponce) war ein puerto-ricanischer Geistlicher und römisch-katholischer Bischof von Ponce. 

## Leben
Juan Fremiot Torres Oliver empfing am 10. April 1950 die Priesterweihe für das Bistum Ponce. Er war Professor an der Päpstlichen Katholischen Universität von Puerto Rico (Pontificia Universidad Católica de Puerto Rico) sowie Kanzler, Gründungsdekan und Namensgeber der Rechtsfakultät.
Papst Paul VI. ernannte ihn am 4. November 1964 zum Bischof von Ponce. Der Erzbischof von New York Francis Joseph Kardinal Spellman spendete ihm am 21. Dezember desselben Jahres die Bischofsweihe; Mitkonsekratoren waren Luis Aponte Martínez, Erzbischof von San Juan de Puerto Rico, und Alfredo Méndez-Gonzalez CSC, Bischof von Arecibo. 
Er war Teilnehmer der letzten Sitzungsperiode des Zweiten Vatikanischen Konzils. Von 1983 bis 1994 war er Präsident der Conferencia Episcopal Puertorriqueña. 
Am 10. November 2000 nahm Papst Johannes Paul II. seinen altersbedingten Rücktritt an.

## Schriften
- Due process of law in Puerto Rico. 1967.